# 오일장

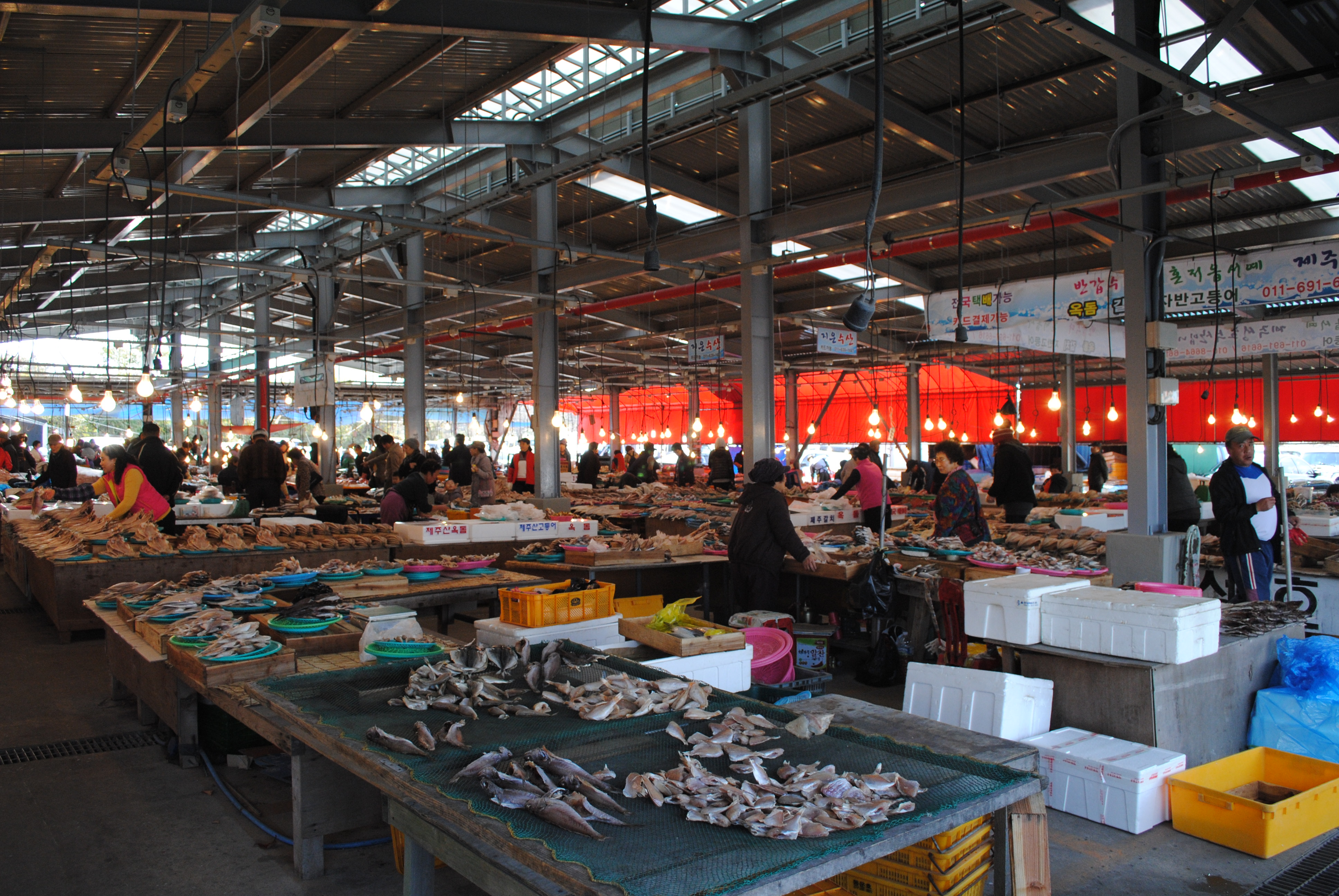
제주오일장 어물전

오일장(五日場)은 닷새마다 서는 시장이다. 한국의 역사에서 근대의 상설 시장이 들어서기 전에 형성된 상거래 장소였다. 조선 전기 무렵에는 보름, 열흘, 닷새, 사흘 등 지역마다 장이 서는 간격이 일정하지 않았으나, 조선 후기에 들어서면서 오일장이 일반적인 형태로 자리잡았다. 영조 시기 저술된 《동국문헌비고》에서는 1770년대 당시의 전국 장시의 수를 1,064개로 헤아리고 있고, 19세기의 《만기요람》에서는 1,057개로 파악하고 있다. 오늘날에도 지방 곳곳에서 오일장이 운영중이다. 김동리의 소설 《역마》의 배경이 된 화개장, 《메밀꽃 필 무렵》의 배경이 된 봉평장 등이 유명하다. 하회마을에서는 오일장이 열리던 저잣거리의 집으로 박정숙 가옥을 보존하고 있다.

## 역사
조선은 초기부터 상업을 국가의 통제하에 두는 정책을 취해왔다. 서울의 육의전과 지방의 시전은 모두 관아의 허가 아래 독점적인 상권을 가지고 있었으며, 일반인들이 사사로이 거래하는 이른바 난전(難廛)을 금지하였다. 육의전과 시전이 갖는 금난전권은 18세기 신해통공이후에야 해지되었다. 그러나, 여러 이유로 일반인들의 거래는 조선 초부터 시장을 형성하여 왔다. 1470년 흉년을 맞은 전라도 백성들이 시포를 열고 서로 필요한 물품을 교환하였다는 것이 《조선왕조실록》에서 시장 거래를 처음 기록한 기사이다. 이후 나주와 무안 등에 장시가 형성되자 1473년 신숙주는 장시의 발달이 물가 상승을 부추킨다는 이유로 억제를 주장하였는데, 당시 시장은 한달에 두번꼴로 열렸다고 한다. 조선은 이렇게 시장을 국가의 통제하에 두고 억제하는 정책을 취해왔지만, 반복되는 흉년과 방납의 폐단 등으로 점차 장시의 형성을 묵인하게 되었다.
조선 후기에 들어서면 송파장, 양주장, 칠패장과 같이 도성 근교에 커다란 물품 집결지들이 생겨나게 되었다. 이들은 도성안의 시전 상인들과 달리 금난전권이 없었으므로, 대규모 상단을 조직하여 경쟁력을 키우고 송파산대놀이나 양주별산대놀이와 같은 볼거리를 제공하며 사람들을 끌어모았다.

## 문화
오일장은 인근 여러 지역이 날을 달리하며 열렸고, 장에서 장사이의 거리는 보통 걸어서 하루 정도였다. 보부상들은 이를 이용하여 장터를 돌며 물품을 팔았다. 장터에는 좌판을 열 공간 이외에도 숙식을 해결할 수 있는 주막과 같은 공간이 있었고, 장꾼들이 간단히 끼니를 해결하기 위해 국밥과 같은 음식이 생겨나게 되었다. 보부상은 봇짐장수와 등짐장수를 아울러 부르는 말로, 봇짐장수는 값이 비싸고 들고 다니기 쉬운 방물과 같은 물건을 팔았고 등짐장수는 소금, 미역, 생선과 같이 무게가 나가는 물품을 팔았다. 이러한 보부상을 장터와 장터를 오가며 산다고 하여 장돌뱅이라고 부르기도 하였다.

## 현대
상설시장의 등장과 각종 상업의 발달로 대도시에서 오일장은 찾아보기 힘들게 되었다. 그러나, 전국 각지에서 여전히 오일장이 열린다.